# ARG Qusar (G-121)
ARG Qusar (G-121) (азерб. Qusar, произносится как гуса́р или куса́р, при закладке СКР-16, с 1991 года «Бакинец») — фрегат ВМС Азербайджана и крупнейший боевой корабль страны. По классификации — сторожевой корабль проекта 159 (модификация 159А), который был построен для ВМФ СССР; после раздела советской Каспийской флотилии передан Азербайджану и стал флагманом его ВМС. Назван в честь города Гуса́р (ранее Кусары́) на севере страны.

## Строительство и характеристики
СКР-16 был заложен 4 декабря 1964 года на Калининградском судостроительном заводе № 820 «Янтарь» (заводской № 187), спущен на воду 21 июля 1966 года, зачислен в списки кораблей ВМФ СССР 24 августа того же года. Вступил в строй 25 июля 1967 года, зачислен в состав Северного флота ВМФ СССР 11 августа того же года.
Корабль относился к сторожевым кораблям проекта 159, а именно к усовершенствованному проекту 159А (кодовое обозначение НАТО — Petya II); всего было выпущено 23 корабля подобной модификации. Стандартное водоизмещение сторожевиков подобной модификации составляло 970 т, полное — 1100 т. Главные размерения корабля: длина — 82,3 м, ширина — 9,2 м, осадка — 2,89 м (габаритная осадка — 5,92 м). Бронирование рубки составляло 15 мм. Экипаж составлял 106 человек.
Силовая установка сторожевика модификации 159А представляла собой два газотурбинных двигателя М-2Б мощностью 15 тысяч л. с. каждый и дизельный двигатель 61Б мощностью 6 тысяч л. с. Имелись также три дизельных генератора мощностями 400, 200 и 100 кВт. Устанавливались также три винта: два винта фиксированного шага (ВФШ) и один винт регулируемого шага (ВРШ). Максимальная скорость хода составляет 32 узла. Дальность плавания составляет 2000 морских миль при скорости хода 14 узлов, 1500 миль при скорости 16,5 узлов и 800 миль при скорости 18 узлов. Автономность плавания — 10 суток.
В качестве вооружения на сторожевые корабли устанавливались по две сдвоенные 76-мм артиллерийские установки АК-726 с системой управления «Фут-Б», два пятитрубных 400-мм торпедных аппарата ПТА-40-159 с 10 торпедами типа СЭТ-40, по 12 на борт реактивных бомбомётов РБУ-6000 «Смерч-2» с системой приборов управления стрельбой «Буря», один бомбосбрасыватель и 22 мины. К радиотехническому оборудованию отнесены РЛС общего обнаружения МР-302 «Рубка», РЛС РТР «Бизань-4Б», наземная РЛС «Дон», а также ГАС МГ-312 «Титан» и МГ-311 «Вычегда».

## Служба

### ВМФ СССР
Вскоре после своего зачисления в Северный флот СКР-16 совершил межфлотский переход вокруг Скандинавского полуострова из Балтийска в Североморск. Службу проходил в 130-й бригаде противолодочных кораблей Северного флота, которая базировалась в Видяево. В 1973 году сторожевику был присвоен бортовой номер 707, в 1981 году — номер 984. Одним из командиров СКР-16 был Николай Скок, занявший этот пост в ноябре 1977 года. На тот момент СКР-16 занимал последнее место на флоте по всем показателям, однако новый командир корабля принял меры, благодаря которым корабль через год вышел на 2-е место среди кораблей флота. По словам самого адмирала, за тёмно-синий цвет окраски кубриков и коридоров моряки называли корабль «Чили» и «Хунтой»: сразу же после назначения Скок велел перекрасить кубрики в светло-салатовый цвет, а коридоры и тамбуры — в белый. Позже (в том числе во время перехода корабля в Каспийскую флотилию) кораблём командовал капитан-лейтенант Фёдор Стратевич.
Согласно свидетельствам командира минно-торпедной части СКР-16, однажды крейсер наблюдал за американским десантным кораблём «Каунти», находившимся недалеко от территориальных вод СССР в районе выхода из Кольского залива. В ходе наблюдения корабль вышел в район 74-й параллели, а торпедисты включили систему обогрева торпед СОМ-1 для соблюдения температурного режима. Вскоре крейсер вернулся на базу в губе Ара в районе 21:00: командир корабля убыл в Видяево, а командир минно-торпедной части заступил дежурным. В 23:30 он отправился на соседний причал с докладом оперативному дежурному на борт СКР-87, и в этот момент на борту СКР-16 прогремел взрыв: его причиной стало неправильное подключение системы СОМ. В результате взрыва БЗО угодило в фальштрубу, чудом не попав в ПЭЖ корабля; минёры срочно открутили все остальные БЗО. Через 50 минут после взрыва на место происшествия прибыли командир корабля, флагманский минёр 130-й бригады капитан-лейтенант Александр Чукалкин и командир бригады контр-адмирал ВМФ СССР Вячеслав Бирюков. По итогам ситуации командиру минно-торпедной части вынесли предупреждение о неполном служебном соответствии: последствия были смягчены тем, что тот не подписывал акт о приёмке системы СОМ.
Ещё одно происшествие имело место, когда СКР-16 под командованием Стратевича возвращался на базу в сложных погодных условиях при нулевой видимости, ветре скоростью 12—15 м/с и снегопаде. Комбриг Бирюков настойчиво требовал от Стратевича швартоваться носом, но тот решил швартоваться кормой, мотивируя это нежеланием уступать сослуживцу Седлецкому в умении швартоваться в любых условиях (корабли 130-й бригады было принято ставить носом на выход, что сокращало время отхода корабля от гавани на 15 минут). СКР-16 трижды подходил кормой к причалу, однако из-за сильного ветра швартовка не получалась. При последующей попытке швартовки из строя вышли винт регулируемого шага и активные подруливающие устройства, а при подходе к причалу ещё и прозвучали громкие звуки металлического скрежета, источником которого стали примятые днище и фортшевень. За свой поступок Стратевич получил предупреждение о неполном служебном соответствии.
Всего за время несения службы в составе Северного флота СКР-16 дважды вставал на средний ремонт, проводившийся на СРЗ-82 в посёлке Росляково (с 25 июня 1973 по 28 февраля 1974 и с 1 октября 1981 по 3 декабря 1982). Доковый ремонт проводился перед официальным переводом корабля на Каспий: в ходе ремонта было демонтировано яйцо обтекателя ГАС, висевшего под килем на миделе. 6 октября 1983 года корабль был официально переведён в Каспийскую военную флотилию, осенью 1983 года совершил переход по внутренним водным системам из Белого моря в Каспийское. С 1985 года использовал бортовой номер 485, в 1990 году использовал бортовые номера 402 и 450. 5 апреля 1991 года СКР-16 был переименован в «Бакинец», в течение 1992 года использовал бортовой номер 404.

### ВМС Азербайджана
26 июля 1992 года в результате раздела Каспийской флотилии, главная база которой находилась в Баку, СКР-16 был передан Азербайджану и в тот же день стал первым кораблём азербайджанского флота, поднявшим военно-морской флаг Азербайджана. 10 сентября 1992 года он был официально исключён из состава ВМФ России и передан ВМС Азербайджана, где получил бортовой номер G-121 и название «Bakılı» (азерб. Бакинец). Позже был переименован в «Qusar» (азерб. Гусар) в честь одноимённого города.
С 1990-х годов корабль стоял на длительном капитальном ремонте и частичной перестройке, проводимых при участии США, Турции и Италии. Ремонтные работы велись на Бакинском судоремонтном заводе (бывший судоремонтный завод № 23 ВМФ СССР). В ходе ремонта основой энергетической установки корабля стали дизельные двигатели и генераторы: был полностью демонтирован газотурбинный компонент энергетической установки.
Состав вооружения также претерпел изменения в ходе ремонта: в частности, были установлены две спаренные 30-мм артиллерийские установки АК-230, снятые со списанного десантного корабля. Были демонтированы два пятитрубных торпедных аппарата, заменённые на четыре однотрубных 406-мм торпедных аппарата, снятых с ка́тера проекта 205П. Был установлен комплекс радиоэлектронной борьбы ПК-16, включавший две пусковые установки КЛ-101 и выстрелы типа АЗ-ТСТ-60, АЗ-ТСП-60УМ и АЗ-ТСТМ-60У, а также средства РЭБ западного производства. Из вооружения остались два реактивных бомбомёта РБУ-6000 и две спаренные 76-мм артиллерийские установки АК-726. При этом корабль так и не был оснащён ракетным вооружением. Окончательно работы по ремонту и модернизации корабля завершились в 2007 году.

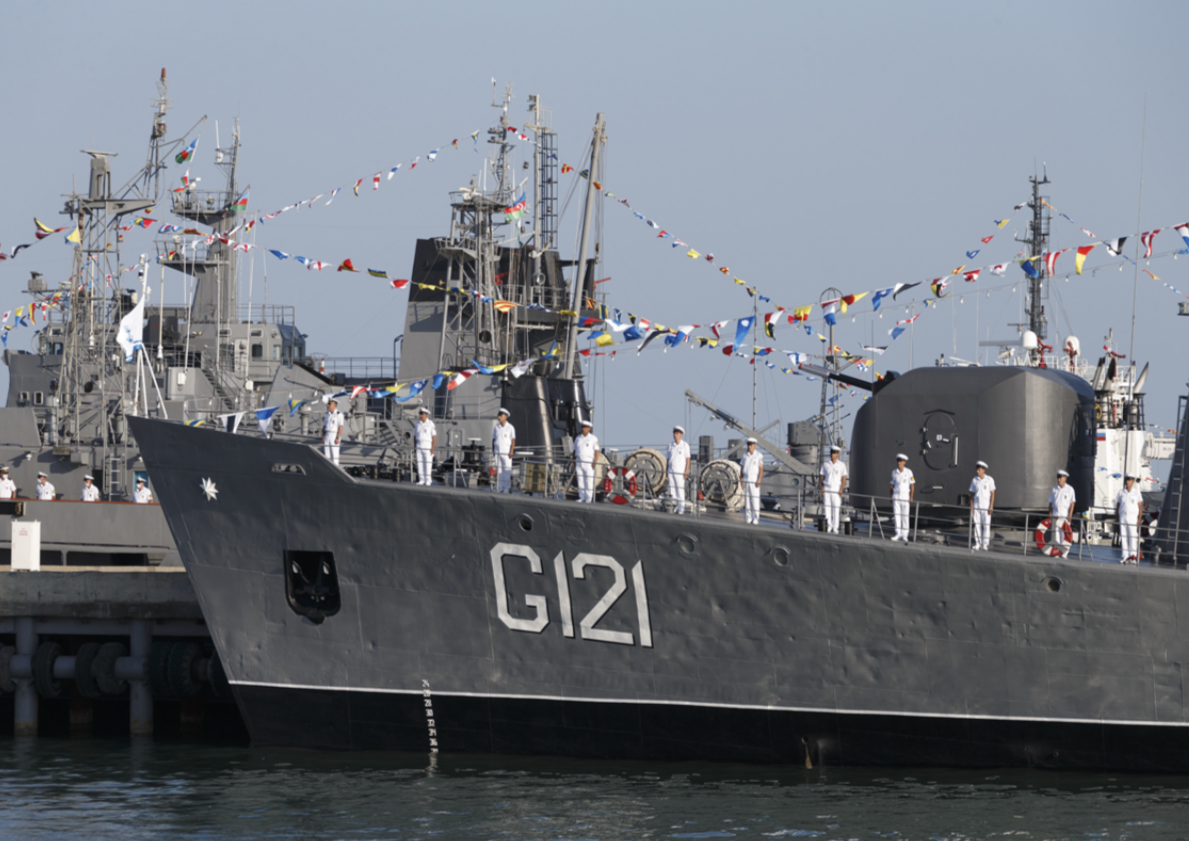
Торжественное построение экипажа на старте соревнований «Кубок моря» в рамках Армейских международных игр 2020 года, Баку

В настоящее время «Qusar» является крупнейшим боевым кораблём ВМС Азербайджана. При текущем установленном вооружении и имеющихся на борту системах корабль способен выполнять задачи по уничтожению вражеских целей в море, обеспечению безопасности нефтегазопроводов и защите энергетической инфраструктуры Азербайджана от диверсионных групп. Портом базирования корабля является Баку — главный порт базирования ВМС Азербайджана; номинально «Qusar» входит в состав дивизиона сторожевых кораблей при бригаде надводных кораблей.
В сентябре 2013 года G-121 в составе группы из трёх кораблей (в том числе учебно-штабного корабля проекта 888) совершил визит в российский город Астрахань. В 2020 году он использовался в качестве площадки для организации ряда конкурсов, проводимых в рамках «Армейских международных игр». В августе 2021 года завершился капитальный ремонт корабля, результаты которого были представлены министру обороны.
В июле 2022 года G-121 совершил визит в Каспийск вместе с кораблём G-129, чтобы принять участие в параде ко дню ВМФ России — это был первый случай участия кораблей ВМС Азербайджана в праздничных мероприятиях. В октябре 2023 года G-121 участвовал в совместных казахстанско-азербайджанских учениях «Хазар-2023» в Баку.

## В филателии
К 95-летию Вооружённых сил Азербайджана «Азерпочта» в 2013 году выпустила миниатюрный лист, на полях которого были изображены два корабля ВМС Азербайджана — слева фрегат Qusar (G-121), а справа сторожевой катер S-006.

## Комментарии
1. ↑  В дальнейшем — капитан 3-го ранга и командир ПБПЛ «Колышкин» Кольской флотилии[8].
2. ↑  По данным справочника Роберта Гардинера, процесс передачи корабля завершился только к июлю 1993 года[2].
3. ↑  Бортовые номера всех сторожевых кораблей ВМС Азербайджана начинаются на букву G, десантных кораблей — D, патрульных катеров — P, вспомогательных судов — T[13].